# 2021年西藏司政选举
2021年西藏司政选举于2021年4月11日举行，选举了产生西藏流亡政府第十六届内阁司政。最终前西藏流亡议会议长边巴次仁以24488票胜过吾嘎仓·格桑多杰，成为洛桑森格之后的新一任西藏司政。

## 预选
2021年西藏司政选举预选于2021年1月3日在印度、尼泊尔等26个国家的流亡藏人社区举行。在82969名登记选民中63702人参加预选投票，76.78%的投票率也达到了历史新高。2月8日，藏人行政中央选举事务署公布了预选候选人的得票：
| 候选人          | 得票数  | 备注                       |
| --------------- | ------- | -------------------------- |
| 边巴次仁        | 24488票 | 西藏流亡议会前议长         |
| 吾嘎仓·格桑多杰 | 14544票 | 前流亡政府驻北美办事处代表 |
| 嘉日卓玛        | 13363票 | 内政部前部长               |
| 忠琼欧珠        | 1880票  | 流亡政府驻德里办事处代表   |
| 洛桑年扎        | 999票   | 美国西藏基金会主席         |
| 益西平措        | 226票   | 西藏流亡议会副议长         |

## 最终选举
2021年3月21日，选举事务署宣布最终进入大选的两名候选人为边巴次仁与吾嘎仓·格桑多杰。4月11日大选正式举行，最终边巴次仁以34324票战胜了获得了28907票的格桑多杰。5月14日选举结果正式公布。此后，美国国务院、中華民國外交部皆对边巴次仁的当选表达了祝贺。